# Eddy Cramer
Eduardo Creiman más conocido artísticamente con el nombre de Eddy Cramer fue un popular cantante y compositor melódico argentino de la década de 1960 y 1970.

## Carrera
Eddy Cramer se hizo popular a mediados de los 60's al interpretar temas con ritmos y letras características de la época.  Compuso  un par de simples con temas muy particulares como Nazareno, El Loco del Violín, Miedo, Levántate y Anda y Piedad Para Una Flor, todos ellos bajo el sello CBS Columbia. Hizo  algunas versiones bastante destacadas de temas de Carlos Barocela y de Saravia. Después cambió su nombre artístico por Gringo, aunque su  fama declinó a principio de los 70s.

### Especialidad
Fue un especialista en canciones que tuvieron mucha repercusiones y ganaron  varios festivales musicales. Gran amigo del cantor nacional Facundo Cabral, lo llevó a este a conocer el famoso sello Odeón.

## Suicidio
Cramer se suicidó en 1974 sumergido en un profundo cuadro depresivo.